# Indianapolis 500 in 2025
De 109e editie van de Indianapolis 500 werd in 2025 verreden op zondag 25 mei op de Indianapolis Motor Speedway in Indianapolis in de staat Indiana.
Drievoudig IndyCar Series-kampioen Álex Palou behaalde zijn eerste Indianapolis 500-overwinning. Marcus Ericsson, winnaar in 2022, eindigde oorspronkelijk als tweede, maar zijn auto kwam niet door de technische inspectie. Hierdoor kreeg David Malukas de tweede plaats in handen, terwijl Patricio O'Ward als derde finishte.

## Inschrijvingen
Aan deze race namen acht Indy 500-winnaars mee. De titelhouder Josef Newgarden rijdt bij Team Penske, net als Will Power (2018). Marcus Ericsson, winnaar in 2022, reed voor Andretti Global. Hélio Castroneves, die in 2001, 2002, 2009 en 2021 won, reed bij Meyer Shank Racing. Takuma Sato, die in 2017 en 2020 won, kwam uit voor Rahal Letterman Lanigan Racing. Alexander Rossi (2016) kwam uit voor ECR, terwijl Ryan Hunter-Reay (2014) voor Dreyer & Reinbold Racing with Cusick Motorsports reed. Tot slot kwam Scott Dixon, winnaar in 2008, uit voor Chip Ganassi Racing.
W = eerdere winnaar
R = rookie
| Nr | Rijders             | Team                                                   | Motor     |
| -- | ------------------- | ------------------------------------------------------ | --------- |
| 02 | Josef Newgarden W   | Team Penske                                            | Chevrolet |
| 03 | Scott McLaughlin    | Team Penske                                            | Chevrolet |
| 04 | David Malukas       | A.J. Foyt Racing                                       | Chevrolet |
| 05 | Patricio O'Ward     | Arrow McLaren                                          | Chevrolet |
| 06 | Nolan Siegel R      | Arrow McLaren                                          | Chevrolet |
| 06 | Hélio Castroneves W | Meyer Shank Racing with Curb-Agajanian                 | Honda     |
| 07 | Christian Lundgaard | Arrow McLaren                                          | Chevrolet |
| 08 | Kyffin Simpson      | Chip Ganassi Racing                                    | Honda     |
| 09 | Scott Dixon W       | Chip Ganassi Racing                                    | Honda     |
| 10 | Álex Palou          | Chip Ganassi Racing                                    | Honda     |
| 12 | Will Power W        | Team Penske                                            | Chevrolet |
| 14 | Santino Ferrucci    | A.J. Foyt Racing                                       | Chevrolet |
| 15 | Graham Rahal        | Rahal Letterman Lanigan Racing                         | Honda     |
| 17 | Kyle Larson         | Arrow McLaren with Rick Hendrick                       | Chevrolet |
| 18 | Rinus VeeKay        | Dale Coyne Racing                                      | Honda     |
| 20 | Alexander Rossi W   | ECR                                                    | Chevrolet |
| 21 | Christian Rasmussen | ECR                                                    | Chevrolet |
| 23 | Ryan Hunter-Reay W  | Dreyer & Reinbold Racing with Cusick Motorsports       | Chevrolet |
| 24 | Jack Harvey         | Dreyer & Reinbold Racing with Cusick Motorsports       | Chevrolet |
| 26 | Colton Herta        | Andretti Global with Curb-Agajanian                    | Honda     |
| 27 | Kyle Kirkwood       | Andretti Global                                        | Honda     |
| 28 | Marcus Ericsson W   | Andretti Global                                        | Honda     |
| 30 | Devlin DeFrancesco  | Rahal Letterman Lanigan Racing                         | Honda     |
| 33 | Ed Carpenter        | ECR                                                    | Chevrolet |
| 45 | Louis Foster R      | Rahal Letterman Lanigan Racing                         | Honda     |
| 51 | Jacob Abel R        | Dale Coyne Racing                                      | Honda     |
| 60 | Felix Rosenqvist    | Meyer Shank Racing                                     | Honda     |
| 66 | Marcus Armstrong    | Meyer Shank Racing with Curb-Agajanian                 | Honda     |
| 75 | Takuma Sato W       | Rahal Letterman Lanigan Racing                         | Honda     |
| 76 | Conor Daly          | Juncos Hollinger Racing                                | Chevrolet |
| 77 | Sting Ray Robb      | Juncos Hollinger Racing                                | Chevrolet |
| 83 | Robert Shwartzman R | Prema Racing                                           | Chevrolet |
| 90 | Callum Ilott        | Prema Racing                                           | Chevrolet |
| 98 | Marco Andretti      | Andretti Global with Marco Andretti and Curb-Agajanian | Honda     |

## Kwalificatie

### Dag 1 - Zaterdag 17 mei
De snelste twaalf coureurs gingen door naar de Fast Twelve Shootout op zondag 18 mei. De coureurs op de plaatsen 10 tot en met 30 starten vanaf deze posities. De vier langzaamste coureurs gingen naar de Last Chance Qualifying, waarin de langzaamste coureur afvalt en de race niet mag starten.
Marcus Armstrong zette geen tijd neer na een ongeluk tijdens de trainingen die eerder op zaterdag plaatsvonden. Hij deed tegen het eind van de dag wel twee pogingen om zich te kwalificeren, maar haakte in beide gevallen voortijdig af.
| Positie                | Nr                     | Rijder                  | Team                                                          | Motor                  | Snelheid (m/h)         |
| Fast Twelve Qualifying | Fast Twelve Qualifying | Fast Twelve Qualifying  | Fast Twelve Qualifying                                        | Fast Twelve Qualifying | Fast Twelve Qualifying |
| ---------------------- | ---------------------- | ----------------------- | ------------------------------------------------------------- | ---------------------- | ---------------------- |
| 1                      | 10                     | Álex Palou              | Chip Ganassi Racing                                           | Honda                  | 233.043                |
| 2                      | 03                     | Scott McLaughlin        | Team Penske                                                   | Chevrolet              | 233.013                |
| 3                      | 02                     | Josef Newgarden (W)     | Team Penske                                                   | Chevrolet              | 233.004                |
| 4                      | 05                     | Patricio O'Ward         | Arrow McLaren                                                 | Chevrolet              | 232.820                |
| 5                      | 09                     | Scott Dixon (W)         | Chip Ganassi Racing                                           | Honda                  | 231.851                |
| 6                      | 83                     | Robert Shwartzman (R)   | Prema Racing                                                  | Chevrolet              | 232.584                |
| 7                      | 04                     | David Malukas           | A.J. Foyt Racing                                              | Chevrolet              | 232.546                |
| 8                      | 60                     | Felix Rosenqvist        | Meyer Shank Racing                                            | Honda                  | 232.449                |
| 9                      | 75                     | Takuma Sato (W)         | Rahal Letterman Lanigan Racing                                | Honda                  | 232.415                |
| 10                     | 12                     | Will Power (W)          | Team Penske                                                   | Chevrolet              | 232.144                |
| 11                     | 28                     | Marcus Ericsson (W)     | Andretti Global                                               | Honda                  | 232.132                |
| 12                     | 07                     | Christian Lundgaard     | Arrow McLaren                                                 | Chevrolet              | 231.809                |
| Posities 13-30         |                        |                         |                                                               |                        |                        |
| 13                     | 76                     | Conor Daly              | Juncos Hollinger Racing                                       | Chevrolet              | 231.725                |
| 14                     | 20                     | Alexander Rossi (W)     | ECR                                                           | Chevrolet              | 231.701                |
| 15                     | 08                     | Kyffin Simpson          | Chip Ganassi Racing                                           | Honda                  | 231.641                |
| 16                     | 33                     | Ed Carpenter            | ECR                                                           | Chevrolet              | 231.633                |
| 17                     | 14                     | Santino Ferrucci        | A.J. Foyt Racing                                              | Chevrolet              | 231.593                |
| 18                     | 30                     | Devlin DeFrancesco      | Rahal Letterman Lanigan Racing                                | Honda                  | 231.575                |
| 19                     | 77                     | Sting Ray Robb          | Juncos Hollinger Racing                                       | Chevrolet              | 231.461                |
| 20                     | 21                     | Christian Rasmussen (R) | ECR                                                           | Chevrolet              | 231.682                |
| 21                     | 17                     | Kyle Larson             | Arrow McLaren with Rick Hendrick                              | Chevrolet              | 231.326                |
| 22                     | 45                     | Louis Foster (R)        | Rahal Letterman Lanigan Racing                                | Honda                  | 231.058                |
| 23                     | 90                     | Callum Ilott            | Prema Racing                                                  | Chevrolet              | 230.993                |
| 24                     | 06                     | Hélio Castroneves (W)   | Meyer Shank Racing with Curb-Agajanian                        | Honda                  | 230.978                |
| 25                     | 27                     | Kyle Kirkwood           | Andretti Global                                               | Honda                  | 230.917                |
| 26                     | 06                     | Nolan Siegel (R)        | Arrow McLaren                                                 | Chevrolet              | 230.571                |
| 27                     | 23                     | Ryan Hunter-Reay (W)    | Dreyer & Reinbold Racing with Cusick Motorsports              | Chevrolet              | 230.363                |
| 28                     | 24                     | Jack Harvey             | Dreyer & Reinbold Racing with Cusick Motorsports              | Chevrolet              | 230.348                |
| 29                     | 26                     | Colton Herta            | Andretti Global with Curb-Agajanian                           | Honda                  | 230.192                |
| 30                     | 15                     | Graham Rahal            | Rahal Letterman Lanigan Racing                                | Honda                  | 229.863                |
| Last Chance Qualifying |                        |                         |                                                               |                        |                        |
| 31                     | 98                     | Marco Andretti          | Andretti Herta Autosport with Marco Andretti & Curb-Agajanian | Honda                  | 229.859                |
| 32                     | 18                     | Rinus VeeKay            | Dale Coyne Racing                                             | Honda                  | 229.519                |
| 33                     | 51                     | Jacob Abel (R)          | Dale Coyne Racing                                             | Honda                  | 226.859                |
| 34                     | 66                     | Marcus Armstrong        | Chip Ganassi Racing                                           | Honda                  | geen tijd              |
| Officiële uitslag      |                        |                         |                                                               |                        |                        |

### Dag 2 - Zondag 18 mei

#### Fast Twelve Qualifying
De snelste twaalf coureurs gingen door naar de Fast Six Qualifying, die later op de dag plaatsvond. De coureurs op de plaatsen 7 tot en met 12 starten vanaf deze posities.
Scott McLaughlin zette geen tijd neer na een ongeluk tijdens de trainingen die eerder op zondag plaatsvonden. Josef Newgarden en Will Power mochten geen tijd neerzetten omdat hun auto's niet door de technische inspectie kwamen.
| Positie             | Nr                  | Rijder                | Team                           | Motor               | Snelheid (m/h)      |
| Fast Six Qualifying | Fast Six Qualifying | Fast Six Qualifying   | Fast Six Qualifying            | Fast Six Qualifying | Fast Six Qualifying |
| ------------------- | ------------------- | --------------------- | ------------------------------ | ------------------- | ------------------- |
| 1                   | 60                  | Felix Rosenqvist      | Meyer Shank Racing             | Honda               | 232.523             |
| 2                   | 05                  | Patricio O'Ward       | Arrow McLaren                  | Chevrolet           | 232.186             |
| 3                   | 83                  | Robert Shwartzman (R) | Prema Racing                   | Chevrolet           | 232.008             |
| 4                   | 09                  | Scott Dixon (W)       | Chip Ganassi Racing            | Honda               | 231.971             |
| 5                   | 10                  | Álex Palou            | Chip Ganassi Racing            | Honda               | 231.800             |
| 6                   | 75                  | Takuma Sato (W)       | Rahal Letterman Lanigan Racing | Honda               | 231.686             |
| Posities 7-12       |                     |                       |                                |                     |                     |
| 7                   | 04                  | David Malukas         | A.J. Foyt Racing               | Chevrolet           | 231.599             |
| 8                   | 07                  | Christian Lundgaard   | Arrow McLaren                  | Chevrolet           | 231.360             |
| 9                   | 28                  | Marcus Ericsson (W)   | Andretti Global                | Honda               | 231.014             |
| 10                  | 03                  | Scott McLaughlin      | Team Penske                    | Chevrolet           | geen tijd           |
| 11                  | 02                  | Josef Newgarden (W)   | Team Penske                    | Chevrolet           | geen tijd           |
| 12                  | 12                  | Will Power (W)        | Team Penske                    | Chevrolet           | geen tijd           |
| Officiële uitslag   |                     |                       |                                |                     |                     |

#### Last Chance Qualifying
| Positie             | Nr             | Rijder           | Team                                                          | Motor          | Snelheid (m/h) |                |
| Gekwalificeerd      | Gekwalificeerd | Gekwalificeerd   | Gekwalificeerd                                                | Gekwalificeerd | Gekwalificeerd | Gekwalificeerd |
| ------------------- | -------------- | ---------------- | ------------------------------------------------------------- | -------------- | -------------- | -------------- |
| 31                  | 98             | Marco Andretti   | Andretti Herta Autosport with Marco Andretti & Curb-Agajanian | Honda          | 229.741        |                |
| 32                  | 66             | Marcus Armstrong | Chip Ganassi Racing                                           | Honda          | 229.091        |                |
| 33                  | 18             | Rinus VeeKay     | Dale Coyne Racing                                             | Honda          | 226.913        |                |
| Niet gekwalificeerd |                |                  |                                                               |                |                |                |
| 34                  | 51             | Jacob Abel (R)   | Dale Coyne Racing                                             | Honda          | 226.394        |                |
| Officiële uitslag   |                |                  |                                                               |                |                |                |

#### Fast Six Qualifying
Robert Shwartzman was de eerste rookie sinds Teo Fabi in 1983 die zich op pole position kwalificeerde. Tevens was Prema Racing het eerste team sinds Mayer Motor Racing in 1984 was die in zijn eerste poging de pole position in handen kreeg.
| Positie             | Nr                  | Rijder                | Team                           | Motor               | Snelheid (m/h)      |
| Fast Six Qualifying | Fast Six Qualifying | Fast Six Qualifying   | Fast Six Qualifying            | Fast Six Qualifying | Fast Six Qualifying |
| ------------------- | ------------------- | --------------------- | ------------------------------ | ------------------- | ------------------- |
| 1                   | 83                  | Robert Shwartzman (R) | Prema Racing                   | Chevrolet           | 232.790             |
| 2                   | 75                  | Takuma Sato (W)       | Rahal Letterman Lanigan Racing | Honda               | 232.478             |
| 3                   | 05                  | Patricio O'Ward       | Arrow McLaren                  | Chevrolet           | 232.098             |
| 4                   | 09                  | Scott Dixon (W)       | Chip Ganassi Racing            | Honda               | 232.052             |
| 5                   | 60                  | Felix Rosenqvist      | Meyer Shank Racing             | Honda               | 231.987             |
| 6                   | 10                  | Álex Palou            | Chip Ganassi Racing            | Honda               | 231.378             |
| Officiële uitslag   |                     |                       |                                |                     |                     |

## Startgrid
Josef Newgarden en Will Power werden achteraan de startopstelling gezet omdat hun auto's niet door de technische inspectie kwamen.
| Rij | Binnen | Binnen                | Midden | Midden              | Buiten | Buiten                  |
| --- | ------ | --------------------- | ------ | ------------------- | ------ | ----------------------- |
| 1   | 83     | Robert Shwartzman (R) | 75     | Takuma Sato (W)     | 5      | Patricio O'Ward         |
| 2   | 9      | Scott Dixon (W)       | 60     | Felix Rosenqvist    | 10     | Álex Palou              |
| 3   | 4      | David Malukas         | 7      | Christian Lundgaard | 28     | Marcus Ericsson (W)     |
| 4   | 3      | Scott McLaughlin      | 76     | Conor Daly          | 20     | Alexander Rossi (W)     |
| 5   | 8      | Kyffin Simpson (R)    | 33     | Ed Carpenter        | 14     | Santino Ferrucci        |
| 6   | 30     | Devlin DeFrancesco    | 77     | Sting Ray Robb      | 21     | Christian Rasmussen (R) |
| 7   | 17     | Kyle Larson           | 45     | Louis Foster (R)    | 90     | Callum Ilott            |
| 8   | 06     | Hélio Castroneves (W) | 27     | Kyle Kirkwood       | 6      | Nolan Siegel (R)        |
| 9   | 23     | Ryan Hunter-Reay (W)  | 24     | Jack Harvey         | 26     | Colton Herta            |
| 10  | 15     | Graham Rahal          | 98     | Marco Andretti      | 66     | Marcus Armstrong        |
| 11  | 21     | Rinus VeeKay          | 2      | Josef Newgarden (W) | 12     | Will Power (W)          |

- (W) = Voormalig Indianapolis 500 winnaars
- (R) = Indianapolis 500 rookie

## Race-uitslag
Marcus Ericsson, Kyle Kirkwood en Callum Ilott eindigden respectievelijk als tweede, zesde en twaalfde, maar werden teruggezet naar de laatste drie plaatsen omdat hun auto's niet door de technische inspectie kwamen.
| Positie           | Nr | Rijder                | Team                                                          | Motor     | Ronden | Tijd/Opgave  | Pitstops | Grid | Ronden aan de leiding | Punten |
| ----------------- | -- | --------------------- | ------------------------------------------------------------- | --------- | ------ | ------------ | -------- | ---- | --------------------- | ------ |
| 1                 | 10 | Álex Palou            | Chip Ganassi Racing                                           | Honda     | 200    | 2:57:38.2965 | 5        | 6    | 14                    | 58     |
| 2                 | 04 | David Malukas         | A.J. Foyt Racing                                              | Chevrolet | 200    | +1.1426      | 5        | 7    | 2                     | 47     |
| 3                 | 05 | Patricio O'Ward       | Arrow McLaren                                                 | Chevrolet | 200    | +2.1327      | 5        | 3    | 2                     | 46     |
| 4                 | 60 | Felix Rosenqvist      | Meyer Shank Racing                                            | Honda     | 200    | +2.9464      | 5        | 5    | 0                     | 40     |
| 5                 | 14 | Santino Ferrucci      | A.J. Foyt Enterprises                                         | Chevrolet | 200    | +4.9902      | 5        | 15   | 0                     | 30     |
| 6                 | 21 | Christian Rasmussen   | ECR                                                           | Chevrolet | 200    | +6.0274      | 5        | 18   | 8                     | 29     |
| 7                 | 07 | Christian Lundgaard   | Arrow McLaren                                                 | Chevrolet | 200    | +9.2592      | 6        | 8    | 4                     | 31     |
| 8                 | 76 | Conor Daly            | Juncos Hollinger Racing                                       | Chevrolet | 200    | +13.3125     | 5        | 11   | 13                    | 25     |
| 9                 | 75 | Takuma Sato (W)       | Rahal Letterman Lanigan Racing                                | Honda     | 200    | +16.9157     | 5        | 2    | 51                    | 36     |
| 10                | 06 | Hélio Castroneves (W) | Meyer Shank Racing with Curb-Agajanian                        | Honda     | 200    | +59.6118     | 5        | 22   | 0                     | 20     |
| 11                | 30 | Devlin DeFrancesco    | Rahal Letterman Lanigan Racing                                | Honda     | 200    | +1:02.1039   | 5        | 16   | 17                    | 20     |
| 12                | 45 | Louis Foster (R)      | Rahal Letterman Lanigan Racing                                | Honda     | 200    | +1:03.0004   | 5        | 20   | 0                     | 18     |
| 13                | 06 | Nolan Siegel (R)      | Arrow McLaren                                                 | Chevrolet | 199    | Ongeluk      | 5        | 24   | 0                     | 17     |
| 14                | 26 | Colton Herta          | Andretti Global                                               | Honda     | 199    | +1 ronde     | 5        | 27   | 0                     | 16     |
| 15                | 33 | Ed Carpenter          | ECR                                                           | Chevrolet | 199    | +1 ronde     | 5        | 14   | 1                     | 16     |
| 16                | 12 | Will Power (W)        | Team Penske                                                   | Chevrolet | 199    | +1 ronde     | 6        | 33   | 0                     | 14     |
| 17                | 15 | Graham Rahal          | Rahal Letterman Lanigan Racing                                | Honda     | 199    | +1 ronde     | 6        | 28   | 0                     | 13     |
| 18                | 66 | Marcus Armstrong      | Meyer Shank Racing                                            | Honda     | 198    | +2 ronden    | 5        | 30   | 0                     | 12     |
| 19                | 24 | Jack Harvey           | Dreyer & Reinbold Racing with Cusick Motorsports              | Chevrolet | 198    | +2 ronden    | 5        | 26   | 3                     | 12     |
| 20                | 09 | Scott Dixon (W)       | Chip Ganassi Racing                                           | Honda     | 197    | +3 ronden    | 6        | 4    | 0                     | 19     |
| 21                | 23 | Ryan Hunter-Reay (W)  | Dreyer & Reinbold Racing with Cusick Motorsports              | Chevrolet | 172    | Mechanisch   | 6        | 17   | 48                    | 10     |
| 22                | 02 | Josef Newgarden (W)   | Team Penske                                                   | Chevrolet | 134    | Mechanisch   | 6        | 32   | 0                     | 8      |
| 23                | 77 | Sting Ray Robb        | Juncos Hollinger Racing                                       | Chevrolet | 92     | Ongeluk      | 3        | 17   | 0                     | 7      |
| 24                | 17 | Kyle Larson           | Arrow McLaren with Rick Hendrick                              | Chevrolet | 92     | Ongeluk      | 3        | 19   | 0                     | 6      |
| 25                | 08 | Kyffin Simpson        | Chip Ganassi Racing                                           | Honda     | 92     | Ongeluk      | 3        | 13   | 0                     | 5      |
| 26                | 83 | Robert Shwartzman (R) | Prema Racing                                                  | Chevrolet | 88     | Ongeluk      | 2        | 1    | 8                     | 18     |
| 27                | 18 | Rinus VeeKay          | Dale Coyne Racing                                             | Honda     | 82     | Ongeluk      | 2        | 31   | 0                     | 5      |
| 28                | 20 | Alexander Rossi (W)   | ECR                                                           | Chevrolet | 73     | Mechanisch   | 1        | 12   | 14                    | 6      |
| 29                | 98 | Marco Andretti        | Andretti Herta Autosport with Marco Andretti & Curb-Agajanian | Honda     | 4      | Ongeluk      | 0        | 29   | 0                     | 5      |
| 30                | 03 | Scott McLaughlin      | Team Penske                                                   | Chevrolet | 0      | Ongeluk      | 0        | 10   | 0                     | 8      |
| 31                | 28 | Marcus Ericsson (W)   | Andretti Global                                               | Honda     | 200    | +0.6822      | 5        | 9    | 17                    | 9      |
| 32                | 27 | Kyle Kirkwood         | Andretti Global                                               | Honda     | 200    | +3.9822      | 5        | 23   | 2                     | 5      |
| 33                | 90 | Callum Ilott          | Prema Racing                                                  | Chevrolet | 200    | +21.3918     | 5        | 21   | 0                     | 5      |
| Officiële uitslag |    |                       |                                                               |           |        |              |          |      |                       |        |

1911 · 1912 · 1913 · 1914 · 1915 · 1916 · 1917 · 1918 · 1919 · 1920 · 1921 · 1922 · 1923 · 1924 · 1925 · 1926 · 1927 · 1928 · 1929 · 1930 · 1931 · 1932 · 1933 · 1934 · 1935 · 1936 · 1937 · 1938 · 1939 · 1940 · 1941 · 1942 · 1943 · 1944 · 1945 · 1946 · 1947 · 1948 · 1949 · 1950 · 1951 · 1952 · 1953 · 1954 · 1955 · 1956 · 1957 · 1958 · 1959 · 1960 · 1961 · 1962 · 1963 · 1964 · 1965 · 1966 · 1967 · 1968 · 1969 · 1970 · 1971 · 1972 · 1973 · 1974 · 1975 · 1976 · 1977 · 1978 · 1979 · 1980 · 1981 · 1982 · 1983 · 1984 · 1985 · 1986 · 1987 · 1988 · 1989 · 1990 · 1991 · 1992 · 1993 · 1994 · 1995 · 1996 · 1997 · 1998 · 1999 · 2000 · 2001 · 2002 · 2003 · 2004 · 2005 · 2006 · 2007 · 2008 · 2009 · 2010 · 2011 · 2012 · 2013 · 2014 · 2015 · 2016 · 2017 · 2018 · 2019 · 2020 · 2021 · 2022 · 2023 · 2024 · 2025